# Liste des évêques de Valence (France)
Ne doit pas être confondu avec Liste des évêques et archevêques de Valence (Espagne).

Le diocèse de Valence en 1789

La liste des évêques de Valence, également évêques de Valence et de Die et évêques de Valence, de Die et de Saint-Paul-Trois-Châteaux (depuis 1911), recense le nom des évêques qui se sont succédé sur le siège du diocèse de Valence, dans la région historique du Valentinois (Province du Dauphiné), dans l'actuel département de la Drôme, en France. Valence est le siège de l'évêché.
Fondé vers la fin de la première moitié du IVe siècle, suffragant de Vienne, le premier évêque attesté du diocèse est Émilien, vers l'an 360. En 1275, le pape uni le titre à celui de Die jusqu'en 1687. En 1911, l'évêque de Valence est autorisé à joindre à son titre celui de Die et de Saint-Paul-Trois-Châteaux.

## Sources
Le site Internet du diocèse de Valence publie une liste des « Les évêques du diocèse de Valence » de saint Émilien à l'évêque actuel. Cette source est, dans l'ensemble, privilégiée pour les graphies et les dates d'épiscopat. 
La liste présentée s'appuie par ailleurs sur la Gallia Christiana et les travaux des historiens régionaux, au premier rang d'entre-eux, Ulysse Chevalier, auteur d'une Notice chronologico-historique sur les évêques de Valence (1867) et du Regeste dauphinois (1912-1926). À sa suite, les travaux des historiens Jules Chevalier (1888, 1897) ou encore Louis Duchesne (1907) ont permis d'apporter des précisions ou corrections. 
U. Chevalier (1867) indiquait « on ne possède, à part le fragment de St-Hugues, aucune liste ancienne des évêques de Valence, qui puisse être incontestable ». Sa notice présente l'ensemble des ouvrages des siècles passés lui ayant permis d'établir cette liste de 101 noms. L. Duchesne (1907) souligne que l'on ne possédait comme source, jusqu'à cette fin du XIXe siècle, que la « chronique des évêques de Valence, recueillie par Dom Estionnot dans un manuscrit de Nicolas Chorier », datant de plusieurs périodes, d'après le style d'écriture, et qui servira de base de travail à Chevalier. Il distingue dans cette liste quatre groupes d'évêques — neufs noms (antérieur au IXe siècle), ceux de la période carolingienne, puis deux autres groupes pour lesquels l'ordre est discutable — qu'il analysent et critiquent. Le fragment de St-Hugues dont il est question est le troisième cartulaire de Grenoble, dit de saint Hugues, datant du milieu du XIIe siècle.

## Les évêques par période
Les noms en retrait et/ou suivis par la mention (abs. site diocèse) correspondent aux évêques mentionnés dans des listes épiscopales, dont l'emplacement ou l'existence ne sont pas clairement attestés, voire qu'ils ne sont pas mentionnés de la liste donnée par le site Internet du diocèse.

### Antiquité tardive
- v. 347 ou v. 362 – v. 374 : Émilien (Aemilianus)[5] ; saint fêté le 10 septembre[6] (anciennement le 12 septembre).
  - fin du IVe ou Ve siècle ? : Sextius (Sextus, Festus?). (abs. site diocèse). Considéré comme un saint local et célébré le 31 décembre[7]. Duchesne annote : « Le G.C. élimine avec raison, un Sextus de source polycarpique. »[5]
- 419 : Maxime Ier (Maximus)[8].
- 442 : Cariatho[8].
  - 468 (?) : Valdebert. (abs. site diocèse). Plus probablement au VIe ou VIIe siècle.
- v. 491 – 520/24 : saint Apollinaire (Apollinaris), présent au concile d'Épaone en 517[8], saint patron du diocèse, fêté le 5 octobre[6].
- 549 : Gallus, participe au concile d'Orléans de 549[8].
- 566/567 ou 570 : Maxime II (Maximus), présent au concile de Lyon de 566/567 ou 570[8].
- v. 581 – v. 585 : Ragnoald/Ragnoalde/Raynoalde (Ragnoaldus), présent au premier concile de Mâcon (581) et au second (585)[8],[9].
  - Elephant Ier (Elephas). (abs. site diocèse)
  - Salvius Ier. (abs. site diocèse). Mentionné avec distinction, mais sans précision d'évêché au concile d'Orléans de 645 (ou 634 ?).
- 642 : Ailulf/Agilulf/Agilulphe/Aigulphe (Ailulfus), mentionné dans un évènement daté de 642 dans la Chronique de Frédégaire[8].
  - VIIe siècle : Walde. (abs. site diocèse)
- 650 : Ingild/Ingilde/Angilde (Ingildus), signataire au concile de Chalon (650)[8].
- 678 : Bobon ou Abbon (Bobo)[10].

Chevalier (1867) indique que la liste connaît ensuite « une longue interruption, dont la cause se trouve sans doute dans les ravages des Sarrasins à cette époque » (voir notamment Présence sarrasine au nord des Pyrénées). Duchesne (1907) nomme, « mais sans prétendre que ce soit leur place, les évêques Salvius, Antonius, Antoninus, Elephas ».

### Période carolingienne
- 788 : Bonit (Bonitus), présent au concile de Narbonne de 788[10].
  - 800 : Salvius II. (abs. site diocèse)
- 801 – 814 : Waldald.
  - 804 : Luperosus/Lupicin. (abs. site diocèse) Présent à Aix-la-Chapelle, lors de la consécration de la Chapelle palatine.
- 835 : Adon (Ado), sans mention d'évêché, mais présent au concile de Thionville de 835[10]. Le même nom se rencontre lors du retour de Ebon, sur le siège de Reims en 840.
- 855 : Dunctran(ne)/Dongtran (Dunctrannus, probable Dalvarannus du catalogue ?)[10].
  - Eilard. (abs. site diocèse)
  - Brocard.  (abs. site diocèse)
  - Archimbert. (abs. site diocèse)
  - 855 : Agilde/Agine. (abs. site diocèse) Accusé de crime au troisième concile de Valence de 855[12].
- 859 – 879 : Rupert/Ratbert/Rathère/Robert (Ratpertus), présent à plusieurs conciles[13].
- 886 – 899 : Isaac, présent au Concile de Chalon de 886[13].
- 910 : Aimenric/Imeric (Aimenricus) ou Aymeric (Aymericus) Dalvaranne. Aymericus est placé dans le Catalogue et correspondant au Aimenricus de la liste de Grenoble[13].
- 911 – 923 : Remégaire Ier.
- 947 : Odilbert.

### Période médiévale (finXeauXIIIesiècle)
- 976/78 – 992 : Aimon (Annon, Aimonis)[14]
considéré par la tradition comme archichancelier du roi de Bourgogne Conrad III.
- 993/94 — 995/97 : Guigues Ier (Guy, Wido), assiste au concile d'Anse de 994.
  - 996 : Humbert d'Albon, mais semble voir été chassé[15],[16]. (abs. site diocèse)
- 997 — 1011 : Lambert.
Fils du comte de Valentinois, Lambert[15],[17].
  - 1011 — 1016? : Remegaire II (?). (abs. site diocèse)
- 1016? — après 1025 (1027/28?) : Guigues/Guy II (Wuigo)[18].
- 1027/28 — 1030/37 : Humbert d'Albon[16], mentionné comme Bienheureux sur le site du diocèse.
- 1032/37 — 1056 : Ponce (Pons). 
Fils d'Aimar/Ademar/Adhémar, comte de Valentinois, neveu de Lambert (ci-dessus)[17].
- 1058 — vers 1060 : Odon.
Fils du comte de Valentinois, Geilin II[17], probable neveu du précédent[19]. (abs. site diocèse)
- v. 1060 : Rainachaire. (abs. site diocèse)
- 1063 — 1099/1100 : Gontard
neveu d'Odon, administrateur de Vienne (1082-1084)[17],[19].
- 1100 — 1107 : Henri. (abs. site diocèse)
- 1107 — 1141 : Eustache.
Une charte (v. 1148/54) du Cartulaire de Léoncel le dit évêque et comte du Valentinois (Eustachius episcopus et comes Valentinensis). Probable parent des Poitiers-Valentinois[20].
- 1141 — 1146 : Jean. Fêté le 26 avril[6].
- 1147 — 1154 : Bernard.
- 1155 : Orilbert. (abs. site diocèse)
- 1154/56 — 1185 : Odon, dit de Chaponay/Chaponnay ou de Crussol).
- 1186 — 1188 : Lantelme/Lanthelme.
- 1187 — 1200 : Falcon/Foulques (Faucon) de Dionay.
- 1200 — 1220 : Humbert de Miribel (Mirabel). Chartreux. bienheureux (qualification absenté du site du diocèse).
- 1220 — 1225 : Gérold (Gérald, Giraud, Géraud), dit de Lausanne, élu patriarche de Jérusalem (1225-1239).
- 1226 — 1238 : Guillaume de Savoie. 
Fils du comte de Savoie, Thomas.
  - 1242 : Boniface, frère du précédent[21]. (abs. site diocèse)
- 1241 — 1267 (démission) : Philippe de Savoie.
Fils du comte Thomas Ier, frère des deux précédents.
Les chanoines souhaitent que Robert Ier d'Uzès occupe le siège, mais ce dernier ne se rend pas à Valence.
Les historiens d'Avignon et de Valence, tout comme la Gallia Christiana, donnaient Bertran II, évêque d'Avignon comme nouvel évêque, mais la chronologie leur donne tort[22].
- 1267 — 1268 (annulation) : (1) Guy III de Montlaur.
- 1268 — 1272 : Sede vacante, mais Guy de Montlaur continue de gérer son diocèse.
- 1272 (confirmation) — 1275 : (2) Guy III de Montlaur.
Le site du diocèse mentionne l'épiscopat de 1267 à 1274.

### Union des titres de Valence et de Die (1276-1687)
Le pape Grégoire X proclame, par une bulle en date du 25 septembre 1275, l'union des titres des évêchés de Valence et de Die (Regeste dauphinois),. L'évêque de Die, Amédée de Genève, meurt en 1276. Cependant chacun des deux diocèses garde sa propre administration (deux collèges de chanoines, deux vicaires-généraux, officials distincts).
- 1275 — 1281 : Amédée de Roussillon (Rossillon).
  - 1281 — avant 1283 : Philippe II de Bernusson (parfois Bernisson)
placé par U. Chevalier (1867), tandis que J. Chevalier (1896)[25] et la liste épiscopale du Diocèse le place en 1297. Absent de la Gallia Christiana.
  - 1283 — 1283 : Henri de Genève, élu par le Chapitre[26], le pape confirme puis casse l'élection en raison du contexte politique[27]. Absent de la Gallia Christiana et du site du diocèse.
- 1283 — 1297 : Jean II de Genève[27]. Placé à la suite de Amédée de Roussillon par le site du diocèse.
- 1297 — 1331 : Guillaume II de Roussillon (Rossillon).
- 1331 — 1336 : Aymard/Adhémar (de Bermond d'Anduze) de La Voulte.
- 1336 — 1342 : Henri Ier de Villars.
- 1342 — 1350 : Pierre Ier (de) Chalus/Châlus ou de Chastelus/Chastellux.
- 1351 — 1354 : Jean III de Jourens/(de) Joffrevy.
- 1354 — 1376 : Louis Ier de Villars.
- 1378 — 1383 : Guillaume III de La Voulte.
- 1383 — 1389 : Amédée II de Saluces.
- 1389 — 1390 : Henri III Heinrich Peyer ou Bayler, dit Henri Alleman (Bayler)[28].
- 1390 — 1448 : Jean IV de Poitiers.
- 1448 — 1468 : Louis de Poitiers.
- 1468 — 1472 : Géraud/Gérald/Girard Bastet de Crussol.
  - le site du diocèse place Pietro Riario, cardinal de Saint-Sixte, pour la période 1472 – 1474.
- 1472 — 1474 : Jacques de Bathernay (Batarnay). (abs. site diocèse)

- 1474-1491 : Antoine de Balzac
- 1491-1503 : Jean d’Epinay
- 1503-1505 :François de Loris
- 1505 : Urbain de Miolans
- 1505-1520 : Gaspard de Tournon
- 1521-1522 : Jean de Lorraine
- 1522 : Antoine Duprat
- 1523-1531 : François Guillaume de Castelnau de Clermont-Lodève, permute avec le suivant l'évêché d'Agde
- 1531-1536 : Antoine de Vesc, transféré d’Agde (1531) et transféré à Castres (1536)
- 1537-1553 : Jacques de Tournon, transféré de Castres (1537)
- 1553-1574 : Jean de Monluc, frère de Blaise de Monluc, mort en 1579.
- 1574-1598 : Charles de Gélas de Léberon, résigne et mort en 1600
- 1598-1622 : Pierre-André de Gélas de Léberon, neveu du précédent, docteur en droit, mort à Sainte-Livrade le 15 septembre 1622[29].
- 1623-1654 : Charles-Jacques de Gélas de Léberon, neveu du précédent, a laissé un compte-rendu de sa visite du diocèse en 1644[30].
- 1655-1687 : Daniel de Cosnac, dernier évêque de Valence et de Die : les deux diocèses sont à nouveau séparés en 1687.

### Période moderne: retour au titre unique de Valence
- 1687-1705 : Guillaume Bochart de Champigny
- 1705-1725 : Jean de Catellan
- 1725-1771 : Alexandre Milon de Mesme
- 1772-1787 : François-Fiacre de Grave
- 1788-1806 : Gabriel-Melchior de Messey

### Période révolutionnaire et évêques concordataires
- 1791-1793 : François Marbos évêque constitutionnel du diocèse de la Drôme.
- 1802-1815 : baron François Bécherel, ancien évêque constitutionnel de la Manche (1791-1802)

### Période contemporaine
- 1817-1840 : Marie-Joseph-Antoine-Laurent de Rivoire de La Tourette
- 1840-1857 : Pierre Chatrousse
- 1857-1865 : Jean-Paul Lyonnet, transf. de Saint-Flour (1857) et transféré à Albi (1865)
- 1865-1875 : Nicolas-Édouard-François Gueullette († 1891), resigné.
- 1875-1905 : Charles-Pierre-François Cotton

#### XXesiècle
À partir de 1911, l'évêque de Valence porte les titres de Die et de Saint-Paul-Trois-Châteaux.
| Portrait        | Armoiries         | Épiscopat   | Titulaire                                          | Notes                      |
| --------------- | ----------------- | ----------- | -------------------------------------------------- | -------------------------- |
| Buste           | Blason (photo)    | 1875 à 1905 | Charles-Pierre-François Cotton                     |                            |
| Image manquante | Blason en attente | 1905 à 1912 | Jean-Victor-Émile Chesnelong                       | transféré à Sens (1912)    |
| Image manquante | Blason en attente | 1912 à 1919 | Emmanuel-Marie-Joseph-Anthelme Martin de Gibergues |                            |
| Image manquante | Blason en attente | 1920 à 1932 | Désiré Paget                                       |                            |
| Image manquante | Blason en attente | 1932 à 1952 | Camille Pic                                        |                            |
| Image manquante | Blason en attente | 1952 à 1955 | Joseph Urtasun                                     | transféré à Avignon (1955) |
| Image manquante | Blason en attente | 1957 à 1966 | Paul Vignancour                                    | transféré à Bourges (1966) |
| Image manquante | Blason en attente | 1966 à 1977 | Jean de Cambourg                                   |                            |
| Image manquante | Blason en attente | 1978 à 2001 | Didier-Léon Marchand                               | retiré en 2001             |

#### XXIesiècle
| Portrait        | Armoiries         | Épiscopat   | Titulaire                | Notes                         |
| --------------- | ----------------- | ----------- | ------------------------ | ----------------------------- |
| Image manquante | Blason en attente | 2001 à 2013 | Jean-Christophe Lagleize | nommé à Metz en novembre 2013 |
| Image manquante | Blason en attente | 2014 à 2023 | Pierre-Yves Michel       | nommé à Nancy en avril 2023   |
|                 |                   | depuis 2024 | François Durand          |                               |